# Макау (Риу-Гранди-ду-Норти)
Макау (порт. Macau) — муниципалитет в Бразилии, входит в штат Риу-Гранди-ду-Норти. Составная часть мезорегиона Запад штата Риу-Гранди-ду-Норти. Входит в экономико-статистический микрорегион Вали-ду-Асу. Население составляет 25 489 человек на 2006 год. Занимает площадь 788,022 км². Плотность населения — 32,3 чел./км².
Праздник города — 9 сентября.
На территории муниципалитета в Атлантический океан впадает река Пираньяс-Асу.

## Статистика
- Валовой внутренний продукт на 2003 год составляет 455 831 292,00 реалов (данные: Бразильский институт географии и статистики).
- Валовой внутренний продукт на душу населения на 2003 год составляет 17 815,65 реалов (данные: Бразильский институт географии и статистики).
- Индекс развития человеческого потенциала на 2000 год составляет 0,690 (данные: Программа развития ООН).